# Impasse Royer-Collard
L'impasse Royer-Collard est une voie située dans le quartier du Val-de-Grâce du 5e arrondissement de Paris.

## Situation et accès
Elle débute au no 15 rue Royer-Collard et se termine en impasse.
L'impasse Royer-Collard est desservie à proximité par le RER B à la gare du Luxembourg.

## Origine du nom
Elle porte le nom de Pierre-Paul Royer-Collard (1763-1845) qui fut un philosophe et homme politique, membre de l’Académie française.

## Historique
Datant du XVIe siècle et précédemment appelée « cul-de-sac de la Madeleine », puis cul-de-sac Sainte-Catherine », et enfin « cul-de-sac Saint-Dominique », cette voie prend son nom actuel en 1867 en raison de la proximité de la rue Royer-Collard, anciennement « rue Saint-Dominique-d'Enfer », qui venait d'être elle aussi renommée en 1846.

## Bâtiments remarquables et lieux de mémoire
- Au no 8, l'hôtel particulier a été inscrit en 1975 aux monuments historiques[2] pour sa façade, sa toiture et son escalier datant du XVIIe siècle. C'est dans ce lieu que Madame de Maintenon aurait élevé les enfants que madame de Montespan eut avec le roi Louis XIV.
- Paul Verlaine y aurait vécu dans un hôtel meublé en 1889, comme l'atteste un dessin de sa main, publié dans la revue La Plume en 1896[3].
- Paul Valéry y a vécu dans sa jeunesse au numéro 5 (de nos jours un hôtel), au premier étage (voir le Journal Littéraire de Paul Léautaud au 19 novembre 1925).
- Sigmund Freud, dans une lettre adressée à sa fiancée datée de 1885, affirme loger dans cette impasse.
- Adolphe-Alexandre Martin y a vécu.